# Enns Burg und Grünthal

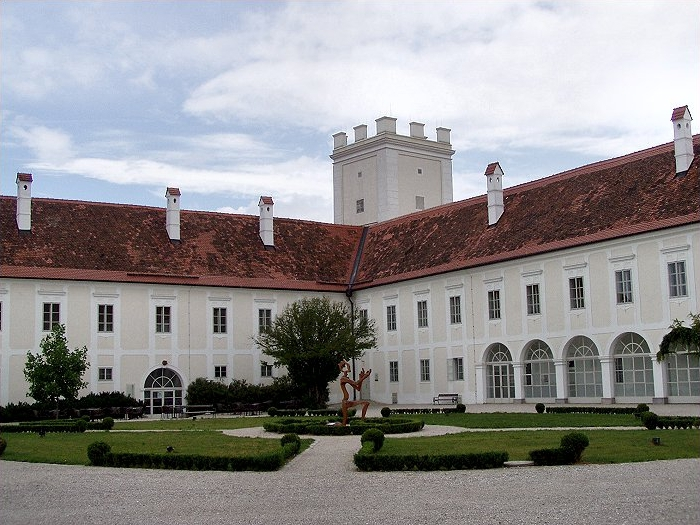
Schloss Ennsegg, Sitz der Verwaltung (2007)

Die Herrschaft Enns Burg und Grünthal war eine Grundherrschaft im Viertel ober dem Wienerwald im Erzherzogtum Österreich unter der Enns, dem heutigen Niederösterreich.

## Ausdehnung
Die Herrschaft, die mit der Herrschaft Ennsegg samt den Gülten St. Pantaleon und Wolfsbach vereint war, umfasste zuletzt die Ortsobrigkeit über Altenhofen, Ennsdorf, Hilm , Klein-Erla, Rems, Raath bei Rems, St. Valentin, Wiehart, Aigenfliessen, Altenrath, Arthof, Kirchdorf, Hofkirch, Kanning, Marksee, Oed , Pantaleon, Wagram und Windpassing. Der Sitz der Verwaltung befand sich im Schloss Ennsegg.

## Geschichte
Letzter Inhaber der Allodialherrschaft war Vinzenz Fürst von Auersperg. Nach den Reformen 1848/1849 wurde die Herrschaft aufgelöst.